# Polizeipräsidium Ulm

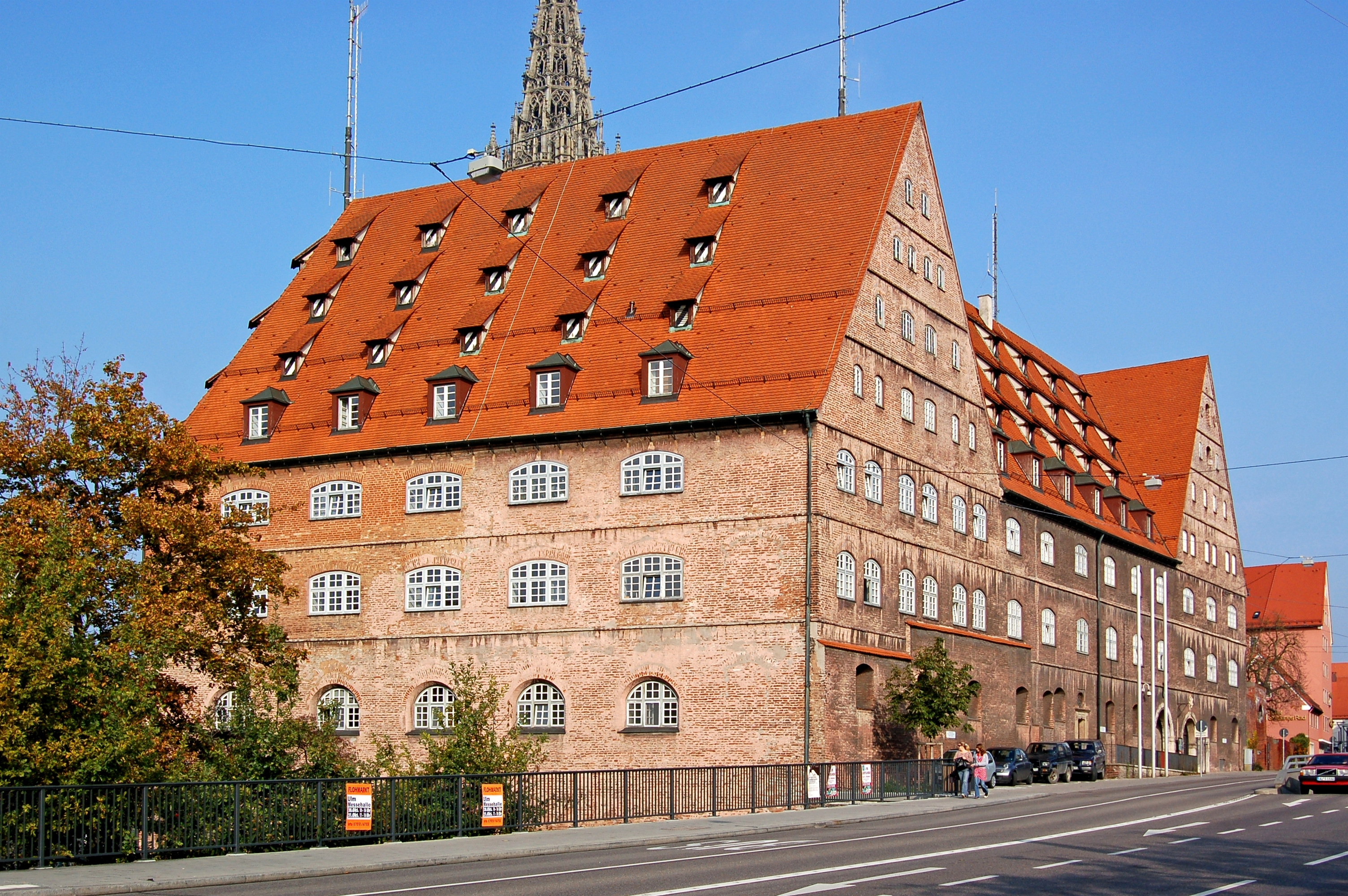
Der Neue Bau, Sitz des Polizeipräsidiums Ulm

Das Polizeipräsidium Ulm mit Sitz in Ulm ist das für den Alb-Donau-Kreis, die Landkreise Biberach, Göppingen und Heidenheim sowie für den Stadtkreis Ulm zuständige regionale Polizeipräsidium der Polizei Baden-Württemberg. Die Dienststelle entstand im Rahmen der Polizeistrukturreform in Baden-Württemberg durch die Zusammenfassung der bisherigen Polizeidirektionen Ulm, Biberach, Göppingen und Heidenheim zu einem Polizeipräsidium am 1. Januar 2014.

## Organisationsstruktur
Der Zuständigkeitsbereich des Polizeipräsidiums Ulm umfasst eine Fläche von 4156 km² mit ca. 922.000 Einwohnern.
Die Behörde gliedert sich, wie alle Polizeipräsidien in Baden-Württemberg, in den Leitungsbereich und die zwei Direktionen Schutzpolizei und Kriminalpolizei. Das Polizeipräsidium hat eine Personalstärke von 1.500 Polizeivollzugsbeamten, davon 1.250 in der Schutzpolizei und 250 in der Kriminalpolizei. Hinzu kommen 200 Tarifbeschäftigte und Beamte in der Verwaltung.

### Leitungsbereich
Der Leitungsbereich ist am Hauptsitz des Polizeipräsidiums im sogenannten Neuen Bau in Ulm untergebracht. Zum Leitungsbereich gehören der Polizeipräsident und die folgenden Organisationseinheiten:
- Stabsstellen
  - Öffentlichkeitsarbeit
  - Controlling/Qualitätsmanagement
- Prävention
- Führungs- und Einsatzstab
  - Führungs- und Lagezentrum (FLZ)
  - Einsatz
  - Technik
  - Zentrale Dienste/Einsatztraining
- Verwaltung
  - Recht und Datenschutz
  - Finanzen
  - Personal

### Schutzpolizeidirektion
Der Schutzpolizeidirektion am Standort des Polizeipräsidiums Ulm sind 12 Polizeireviere (PRev) mit insgesamt 30 Polizeiposten (Pp) nachgeordnet. Im Einzelnen sind dies:  
- Polizeirevier Biberach mit dem Polizeiposten Ochsenhausen
- Polizeirevier Ehingen mit den vier Polizeiposten Blaubeuren, Laichingen, Munderkingen und Schelklingen
- Polizeirevier Eislingen mit den zwei Polizeiposten Donzdorf und Süßen
- Polizeirevier Geislingen mit den drei Polizeiposten Böhmenkirch, Deggingen und Kuchen
- Polizeirevier Giengen mit den drei Polizeiposten Gerstetten, Herbrechtingen und Sontheim an der Brenz
- Polizeirevier Göppingen mit den zwei Polizeiposten Göppingen-Jebenhausen und Heiningen
- Polizeirevier Heidenheim mit den drei Polizeiposten Heidenheim-Schnaitheim, Nattheim und Steinheim am Albuch
- Polizeirevier Laupheim
- Polizeirevier Riedlingen mit dem Polizeiposten Bad Schussenried
- Polizeirevier Uhingen mit den drei Polizeiposten Bad Boll, Ebersbach und Rechberghausen
- Polizeirevier Ulm-Mitte mit den vier Polizeiposten Amstetten, Dornstadt, Langenau und Ulm-Böfingen
- Polizeirevier Ulm-West mit den fünf Polizeiposten Blaustein, Dietenheim, Erbach, Ulm-Eselsberg und Ulm-Wiblingen

Weiterhin nachgeordnet sind die Verkehrspolizeiinspektion, die Führungsgruppe, die Polizeihundeführerstaffel und die Einheit Gewerbe und Umwelt.

### Kriminalpolizeidirektion
Die Kriminalpolizeidirektion (KPDir) hat ihren Sitz ebenfalls in Ulm, jedoch nicht im Dienstgebäude des Polizeipräsidiums, sondern disloziert im Ulmer Stadtteil Weststadt. Innerhalb der KPDir sind acht verrichtungsorientierte Kriminalinspektionen (K) und drei nachgeordnete Kriminalkommissariate (KK) eingerichtet:
- Führungsgruppe
- Kriminalinspektion 1 – Kapitaldelikte, Sexualdelikte, Amtsdelikte
- Kriminalinspektion 2 – Raub, Eigentums- und jugendspezifische Kriminalität, Zentrale Integrierte Auswertung
- Kriminalinspektion 3 – Wirtschaftskriminalität, Korruption, Umweltdelikte
- Kriminalinspektion 4 – Organisierte Kriminalität und Rauschgiftkriminalität
- Kriminalinspektion 5 – Cybercrime und Digitale Spuren
- Kriminalinspektion 6 – Staatsschutz
- Kriminalinspektion 7 – Einsatz- und Ermittlungsunterstützung, Kriminaldauerdienst, Datenstation
- Kriminalinspektion 8 – Kriminaltechnik

- Kriminalkommissariat Göppingen
- Kriminalkommissariat Heidenheim
- Kriminalkommissariat Biberach

### Verkehrspolizeidirektion
Die Verkehrspolizeidirektion hatte ihren Sitz in Heidenheim an der Brenz. Ihr nachgeordnet waren zwei Verkehrskommissariate. Mittlerweile wurde sie als Verkehrsinspektion in die Schutzpolizeidirektion integriert. 
- Führungsgruppe
- Verkehrskommissariat Laupheim
- Verkehrskommissariat Mühlhausen

## Dienstgebäude
Das Dienstgebäude des Polizeipräsidiums Ulm ist der so genannte Neue Bau im Ulmer Stadtteil Stadtmitte. Das fünfeckige Renaissancegebäude aus Sichtbackstein unweit des Ulmer Münsters und des Stadthauses war zwischen 1584 und 1593 zunächst als städtisches Lagerhaus, unter anderem für Getreide errichtet worden. Ab 1648 war der Neue Bau Tagungsort für die Ratsmitglieder des Schwäbischen Reichskreises. Teile des Gebäudes wurden zeitweise auch als Gefängnis und Registratur genutzt. Nachdem Ulm 1802 den Status als freie Reichsstadt verloren hatte, tagte im Neuen Bau zeitweise der Ulmer Stadtrat. Außerdem wurde das Gebäude Sitz einiger Behörden, beispielsweise des Kameralamtes und des Königlichen Hauptzollamtes.
Nachdem das Bauwerk am 19. Februar 1924 durch einen Großbrand größtenteils zerstört worden war, zog nach der Wiederherstellung 1927 die Württembergische Polizeidirektion in den Bau ein. Während der Zeit des Nationalsozialismus war im Neuen Bau zudem auch eine Dienststelle der Geheimen Staatspolizei (Gestapo) untergebracht. Während der Luftangriffe auf Ulm im Zweiten Weltkrieg wurde das Gebäude erneut schwer beschädigt. Nach Kriegsende wurde es wiederum Sitz verschiedener Ämter, bevor erneut die Polizeidirektion in den Neuen Bau einzog. Seit der Einrichtung des Polizeipräsidiums Ulm am 1. Januar 2014 ist dieses nun in dem Gebäudekomplex untergebracht.